# Estubeny
Estubeny – gmina w Hiszpanii, w prowincji Walencja, we wspólnocie autonomicznej Walencja, o powierzchni 6,42 km². W 2011 roku liczyła 125 mieszkańców.